# مجمع انتخابي

الأصوات في الانتخابات الرئاسية لكل ولاية من الولايات المتحدة في عام 2012

المجمع الانتخابي أو الهيئة الانتخابية هي مجموعة من الناخبين الذين تم اختيارهم لانتخاب مرشح ما لشغل منصب معين. وتمثل عادةً هذه الهيئات الانتخابية منظمات أو كيانات مختلفة بحيث يمثل كلاً منها عدد محدد من الناخبين أو الأصوات التي يتم حسابها بطريقة معينة. لكن في كثير من الأحيان، يكون الناخبون مجرد أشخاص مهمين يمكن لحكمتهم أن تفضي إلى اختيار أفضل مما قد تتوصل إليه هيئة أخرى أكبر حجمًا. ويمكن للنظام تجاهل رغبات الحصول على عضوية عامة.

## أصل الهيئة الانتخابية
نصَّ القانون الألماني القديم على أن ملك ألمانيا لا يحكم سوى بدعم النبلاء التابعين له. وبالتالي، لزم انتخاب بيلايو بواسطة نبلاء القوط الغربيين قبل أن يصبح ملك أستورياس. وكذلك كان الحال مع بيبين القصير، إذ لزم انتخاب النبلاء الفرنكيين له حتى يصبح أول ملك كارولينجي. وفي الوقت الذي وضعت فيه غالبية الأمم الألمانية الأخرى نظامًا وراثيًا صارمًا بنهاية الألفية الأولى، لم تفعل ذلك الإمبراطورية الرومانية المقدسة، وكان يتم اختيار الإمبراطور الروماني، الذي كان سيصبح بعد ذلك إمبراطورًا رومانيًا مقدسًا أو على الأقل إمبراطورًا منتخبًا، بواسطة هيئة من الأمراء الناخبين بداية من أواخر العصور الوسطى حتى عام 1806 (آخر انتخابات حدثت بالفعل في عام 1792).
وكانت الكنيسة - رجال الدين والعلمانيون على حدٍ سواء - ينتخبون الأسقف أو شيخ الكنيسة. لكن لأسباب كثيرة، مثل - ربما- الرغبة في الحد من تأثير الدولة أو العلمانيين على الأمور الكنسية، أصبحت سلطة التصويت قاصرة على رجال الدين فقط. وفي حالة الكنيسة الغربية، كان هذا الحق قاصرًا على هيئة كهنة الكنيسة الكاتدرائية. وفي حالة انتخاب البابا، تم في النهاية استبدال نظام الشعب ورجال الدين بهيئة من كبار رجال الدين في روما والتي عُرِفت في النهاية باسم مجمع الكرادلة. ومنذ عام 1059، أصبح لهذا المجمع الحق الحصري لانتخاب البابا.
وفي القرن التاسع عشر وما بعده، كان من المعتاد في الكثير من الدول ألا يمنح المصوتون أعضاء البرلمان أصواتهم مباشرة. ففي بروسيا، على سبيل المثال، في الفترة ما بين عامي 1849 و1918، كان المصوتون يُعرَفون باسم Urwähler (أي ناخبون أصليون)، وكانوا يدلون بأصواتهم لاختيار Wahlmann (الناخب). وتنتخب مجموعة الناخبين في المنطقة الانتخابية، بعد ذلك، نائبًا لمجلس نواب بروسيا. وهذا الاقتراع غير المباشر كان وسيلة لتوجيه الاقتراع بهدف التأكد من أن الناخبين أشخاص «مؤهلون». وكانت عادةً المتلطبات اللازم توفرها في الناخبين أعلى من تلك اللازم توفرها لدى الناخبين الأصليين. ومع ذلك، كانت المعارضة اليسارية من أشد المعارضين للاقتراع غير المباشر.
وحتى يومنا هذا، تنتخب البرلمانات الإقليمية في هولندا النواب لعضوية مجلس الشيوخ. فتشكل هذه البرلمانات الإقليمية الهيئات الانتخابية في انتخابات مجلس الشيوخ، وتكون قوائم المرشحين وطنية.

## الهيئات الانتخابية المعاصرة

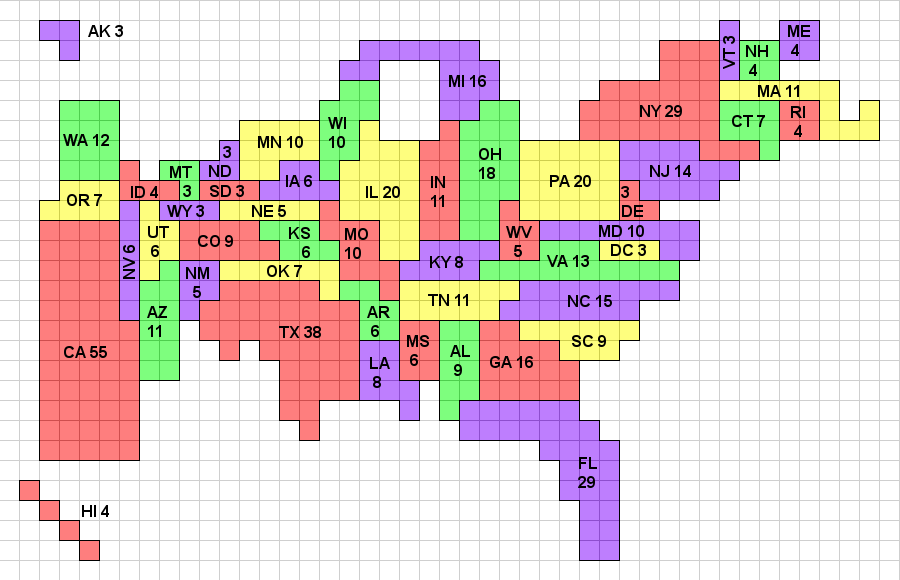
تحليل الأصوات في الهيئة الانتخابية الأمريكية بعد إعادة تقسيم المناطق الانتخابية بناءً على الإحصاء السكاني لعام 2010.

يجوز للبلدان التي تضم مجموعات انتخابية إقليمية معقدة انتخاب رئيس للدولة عن طريق هيئة انتخابية، وليس الانتخاب الشعبي المباشر.
وتُعَد الولايات المتحدة المثال الوحيد المعاصر للرئيس التنفيذي المُنتخَب انتخابًا غير مباشر عن طريق هيئة انتخابية تضم ناخبين يمثلون 50 ولاية، بالإضافة إلى المقاطعة الفيدرالية. وكل ولاية بها عدد من الناخبين يساوي عدد ممثليها في الكونغرس (كلا المجلسين). ومقاطعة كولومبيا، التي لا تُعتبَر ولاية، يوجد بها ثلاثة ناخبين، في حين لا يوجد في أقاليم أخرى لا تعتبر ولايات أي ناخبين. وبشكل عام، يدلي الناخبون بأصواتهم للفائز بالتصويت الشعبي في الولايات التي يتبعون لها. لكن هناك العديد من الولايات التي لا يُعَد فيها هذا الأمر ضروريًا من الناحية القانونية. وفي الولايات المتحدة، يتطلب الفوز بالانتخابات الرئاسية الحصول على 270 صوتًا.
تُستخدَم - أو كانت تُستخدَم - نظم مشابهة في انتخابات رئاسية أخرى في جميع أنحاء العالم. فكان رئيس فنلندا يُنتخَب عن طريق هيئة انتخابية في الفترة ما بين عامي 1919 و1987. وفي ألمانيا، يشكل أعضاء البرلمان الفيدرالي بالإضافة إلى عدد مساوٍ من الأشخاص المُنتخَبين من برلمانات الدولة الجمعية الفيدرالية التي يتمثل الغرض الوحيد من وجودها هو انتخاب رئيس الدولة (غير التنفيذي). وبالمثل، يقوم في الهند أعضاء مجلس النواب، إلى جانب الأصوات ذات الثقل النيابي في برلمانات الولايات، بانتخاب رئيس الدولة. وفي إيطاليا، تتكون الهيئة الانتخابية الرئاسية من أعضاء مجلسي البرلمان، وتلاثة أعضاء تنتخبهم الجمعيات الإقليمية. وخلال فترة الحكم العسكري في البرازيل، كان يتم انتخاب الرئيس عن طريق هيئة انتخابية تتكون من أعضاء مجلس الشيوخ، والنواب، ونواب الولايات، والمُشرِّعين بالمدن. وفي الأرجنتين، أُنشئت هيئة انتخابية بموجب الدستور الأصلي لعام 1853 لانتخاب الرئيس خلال فترات الديمقراطية التي عاشتها البلاد. وفي عام 1994، تم تعديل الدستور واستبدال الهيئة الانتخابية بالانتخاب المباشر عن طريق التصويت الشعبي مع وجود دورة إعادة. وفي فرنسا, كانت أول انتخابات رئاسية في ظل الجمهورية الفرنسية الخامسة هي الانتخابات الفرنسية الرئاسية الوحيدة التي تم تحديد الفائز فيها عن طريق هيئة انتخابية.
ومن الدول الأخرى التي تعمل بنظام الهيئة الانتخابية: بوروندي، وإستونيا، والهند، وفرنسا (انتخابات مجلس الشيوخ الفرنسي)، وجمهورية أيرلندا (انتخابات مجلس الشيوخ الأيرلندي)، وكازاخستان، ومدغشقر، وباكستان، وترينيداد وتوباغو  وفانواتو. وداخل الصين، في كل من ماكاو وهونغ كونغ، توجد لجنة انتخابية تعمل كهيئة انتخابية تختار الرئيس التنفيذي. وكانت في السابق (في حالة هونغ كونغ) تختار بعض المقاعد في المجلس التشريعي.
وثمة نوع آخر من الهيئات الانتخابية يستخدمها حزب العمال البريطاني لاختيار زعيمه. يتكون هذا النوع من الهيئات من ثلاثة أقسام متساوية، وهي: أصوات أعضاء البرلمان عن حزب العمال، وأعضاء البرلمان الأوروبي؛ وأصوات نقابات العمال التابعة والجمعيات الاجتماعية، وأصوات الأعضاء الأفراد من الدوائر الانتخابية لأحزاب العمال.
يزخر العصر الحديث بالكثير من الهيئات الانتخابية الكنسية، خاصة بين البروتستانت والكنائس الكاثوليكية الشرقية. وفي الكنائس الشرقية، ينتخب جميع الأساقفة في الكنيسة، التي يرؤوسها أسقف خاص بها، الخلفاء من الأساقفة الآخرين، وبذلك يمارسون دور الهيئة الانتخابية لمنصب الأسقف.

## الهيئات الانتخابية في الدول العربية
- في الجزائر الهيئة العليا المستقلة لمراقبة الانتخابات
- في تونس الهيئة العليا المستقلة للانتخابات
- في موريتانيا اللجنة الوطنية المستقلة للإنتخابات

## مقالات ذات صلة
- المجمع الانتخابي (الولايات المتحدة)
- أمر بتنظيم عملية انتخابية
- تقديرات إحصائية لنتائج الانتخابات
- مسح ما قبل اقتراع الناخبين
- مسح اقتراع الناخبين
- اتفاقية الشروط الانتخابية
- حركة عالمية من أجل الديمقراطية